# Makvište
Makvište (izvirno srbsko Маквиште) je naselje v Srbiji, ki upravno spada pod Občino Despotovac; slednja pa je del Pomoravskega upravnega okraja.

## Demografija
V naselju živi 20 polnoletnih prebivalcev, pri čemer je njihova povprečna starost 51,4 let (45,2 pri moških in 57,6 pri ženskah). Naselje ima 10 gospodinjstev, pri čemer je povprečno število članov na gospodinjstvo 2,40.
To naselje je, glede na rezultate popisa iz leta 2002, večinoma srbsko.
|  |

| Demografija | Demografija     | Demografija     |
| Leto        | Št. prebivalcev | Št. prebivalcev |
| ----------- | --------------- | --------------- |
|             |                 |                 |
|             |                 |                 |
|             |                 |                 |
|             |                 |                 |
| 1948        | 55              |                 |
| 1953        | 246             |                 |
| 1961        | 424             |                 |
| 1971        | 148             |                 |
| 1981        | 65              |                 |
| 1991        | 79              | 63              |
| 2002        | 38              | 24              |
|             |                 |                 |

| Етнички састав према попису из 2002. | Етнички састав према попису из 2002. | Етнички састав према попису из 2002. | Етнички састав према попису из 2002. | Етнички састав према попису из 2002. |
| ------------------------------------ | ------------------------------------ | ------------------------------------ | ------------------------------------ | ------------------------------------ |
| Srbi                                 | Srbi                                 |                                      | 23                                   | 95,83%                               |
| Hrvati                               | Hrvati                               |                                      | 1                                    | 4,16%                                |
| Neznano                              | Neznano                              |                                      | 0                                    | 0,0%                                 |